# Giovanni dalle Bande Nere
Giovanni dalle Bande Nere či delle Bande Nere, vlastním jménem Giovanni di Giovanni de' Medici (6. dubna 1498 Forlì – 30. listopadu 1526 Mantova) byl italský kondotiér a člen florentského rodu Medicejských.
Jeho otec Giovanni il Popolano byl poměrně nevýznamným členem rodu, zato jeho matka byla Kateřina Sforza (zvaná La Prima Donna D'Italia, nebo "La tigressa"), jedna z největších a nejslavnějších žen italské renesance. Giovanni měl divokou a nezkrotnou povahu po matce, již ve třinácti letech zabil v bitce pouličních gangů ve Florencii jiného chlapce. V patnácti se stal členem papežské milice v Římě (papežem byl jeho příbuzný Lev X.) a brzy se proslavil soubojem na mostě u Andělského hradu, kdy se jeho oddíl střetl s oddílem mocného římského rodu Orsini. Sotva sedmnáctiletý zabil jejich kapitána – zkušeného a slavného šermíře.
V roce 1516 byl již jedním z kapitánů papežského vojska ve válce papeže proti městu Urbino. Po válce se stal kondotiérem a vybudoval si vlastní armádu. Osobně si vybíral tvrdé muže, nezkrotné individualisty jako byl on sám s železnou disciplínou a tvrdým výcvikem, který sám organizoval. Razil myšlenku, že těžká obrněná jízda je přežitek v době palných zbraní a zaměřoval se proto na pohyblivost a obratnost. Se svými muži bojoval na straně v papeže v jeho nesčetných válkách s italskými feudály a následně i s francouzským králem Františkem I. V listopadu 1521 porazil Francouze v bitvě u Vaprio d'Adda. Dne 1. prosince 1521 zemřel papež Lev X., jeho příbuzný, na znamení smutku změnil svou bojovou zástavu z bílých a fialových pruhů na černé a fialové (odtud pak název jeho armády Bande Nere a jeho samotného – delle Bande Nere). V papeži ztratil klienta a tak se nechal najmout císařem Karlem V. V roce 1524 znovu porazil francouzské vojsko, vedené rytířem Pierre Terrail de Bayardem v bitvě u Robecca. Na podzim 1524 v bitvě u Caprino Bergamasco porazil švýcarskou pěchotu. V roce 1523 se novým papežem stal opět člen rodu Medičejských – Klement VII. Medici, který ho v roce 1524 znovu přijal do svých služeb a společně přešli na stranu francouzského krále proti Karlu V. V lednu 1525 byl v jedné šarvátce s císařskými vojsky zraněn střelou do nohy a nemohl se tak účastnit bitvy u Pavie. V roce 1526 byl jmenován velitelem papežské armády a pověřen úkolem zastavit německého žoldnéře Georga von Frundsberga, který ve službách Karla V. se svými lancknechty vpadl do Itálie s úkolem dobýt Řím. Giovanni se s ním střetl 25. listopadu 1526 v bitvě u Governolo, kde zaútočil na Frundsbergův zadní voj. Jeho útok byl sice úspěšný, ale byl opět těžce zraněn a 30. listopadu 1526 v 28 letech svému zranění podlehl.
Stal se italským národním hrdinou. Sochy, které ho zobrazují se nacházejí po celé Itálii a za druhé světové války jeho jméno nesl lehký křižník Giovanni delle Bande Nere, sloužící ve Středozemním moři.
Niccolo Machiavelli říkal, že pouze Giovanni dalle Bande Nere, jako jediný je schopen ubránit italské státy před růstem moci císaře Karla V. Jediný voják v celých dějinách rodu Medici padl příliš brzy, aby se tato myšlenka velkého intrikána mohla potvrdit.